# Nervus transversus colli

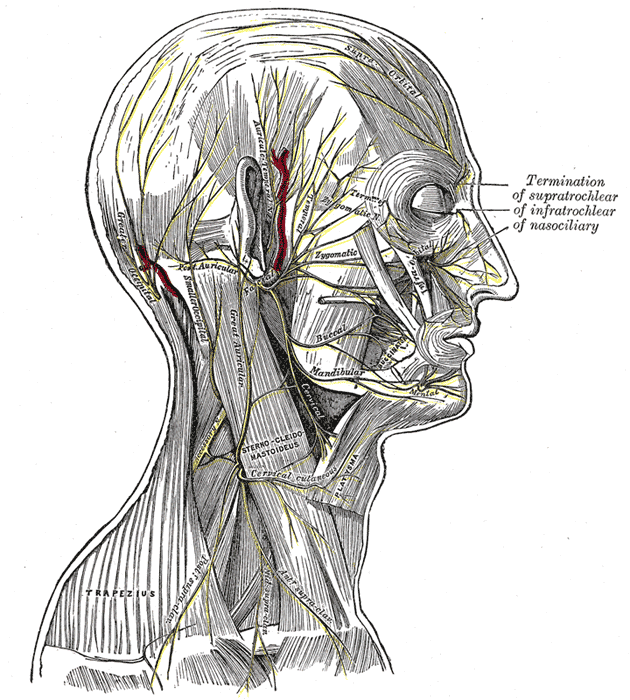
Hals des Menschen mit Nervus transversus colli (Cervical transverse)

Der Nervus transversus colli („Querverlaufender Halsnerv“) ist ein Rückenmarksnerv aus dem Halsteil des Rückenmarks und für die sensible Versorgung der Haut der Kehle zuständig. 
Seine Ursprungsfasern entspringen dem zweiten und dritten Halssegment (C2 und C3) und beteiligen sich an der Bildung des Halsgeflechts (Plexus cervicalis). Nach Isolation aus dem Halsgeflecht zieht er um den Musculus sternocleidomastoideus und perforiert am Erb-Punkt die tiefe Halsfaszie. Anschließend zieht er unter dem Platysma zusammen mit der Arteria transversa colli horizontal über den Hals und teilt er sich in vordere und hintere Äste. 
Der Nervus transversus colli ist ein rein sensibler Nerv und innerviert die seitliche und vordere Haut des Halses.
Gefährdet ist der Nerv vor allem bei Operationen am Hals, zum Beispiel bei der Operation einer Karotisstenose.